# Удо Кир
Удо Кирспе (Келн, 14. октобар 1944), познат као Удо Кир, немачко амерички је позоришни, филмски и ТВ глумац, продуцент и редитељ.
Често ради са контроверзним режисером Ларсом фон Триром, појавивши се у скоро свим његовим филмовима од филма Епидемија 1987. године.